# آرپاژون
آرپاژون (به فرانسوی: Arpajon) یک کمون در فرانسه است که در Seine-et-Oise واقع شده‌است. آرپاژون ۲٫۴۰ کیلومتر مربع مساحت دارد.

## خواهرخوانده
شهر فرایزینگ خواهرخواندهٔ آرپاژون هست.